# Fuerte de San Antonio Abad
El Fuerte de San Antonio Abad (en tagalo: Kutang San Antonio Abad) es una fortificación situada en el distrito de Malate de la ciudad de Manila, construido durante el período colonial español en Filipinas.
Nombrado en honor a su santo patrono, San Antonio Abad, la estructura fue construida originalmente en 1584 en lo que entonces era una aldea separada de Malate para servir como una protección trasera para la ciudad de Manila, así como para proteger la ruta Manila-Cavite.
El fuerte fue capturado por los británicos cuando invadieron Manila en 1762 y se transformó en una guarnición británica desde donde las fuerzas inglesas lanzaron su ofensiva terrestre contra los españoles que defendían Intramuros. La fortaleza fue devuelta al control español sobre el final de la ocupación británica de Manila en 1764 y se convirtió en una instalación de almacenamiento de pólvora.